# Melon: Remixes for Propaganda
Melon: Remixes for Propaganda é uma compilação de remixes pela banda de rock irlandesa U2, lançada exclusivamente para os membros do fã clube da banda, Propaganda, na primavera de 1995. Alguns dos remixes estavam disponíveis anteriormente em singles e outros foram relançados em coletâneas posteriores, enquanto alguns permanecem exclusivos para este jogo. O título "Melon" é um anagrama de "Lemon", que é uma referência a uma canção do U2 com o mesmo nome que aparece em duas faixas do álbum.

## Antecedentes
A ideia por trás do álbum começou quando o vocalista da banda, Bono, reclamou como as pessoas não dançam a música do U2. O álbum foi então criado para o desenvolvimento da música experimental da banda e, "as pessoas mudam suas percepções sobre o que pensar do U2". Antes de sua liberação, os rumores sobre o novo álbum circularam por três anos. Com exceção de cópias enviadas para as estações de rádio, veículos impressos e amigos da banda, Melon só foi distribuído aos assinantes da revista oficial do U2, Propaganda. Na época do lançamento, Propaganda tinha cerca de 35.000 inscritos, e menos de 50.000 cópias de Melon foram impressas para lançamento. Para aqueles que não eram membros da revista, o álbum foi obtido ao inscrever-se para um ano de subscrição de Propaganda por US$18 nos Estados Unidos, até que as unidades estivessem esgotadas. O álbum, raridade, tornou-se um item de colecionadores, com vendas de cópias em eBay para £30 depois em 2010.
Melon gerou inúmeras imitações de bootleg e foi amplamente pirateado em si. Vários lançamentos, conhecidos como "fruitlegs" ou "fruitboots", foram lançados como compilações de remixes oficiais e não oficiais de várias músicas do U2. Apesar de que dizem ser oficial com o "Remixed for Propaganda" de legendas e direitos autorais falsos, apenas Melon foi aprovado pela banda e lançado através do fã-clube.

## Lista de faixas
Todas as letras escritas por Bono (exceto "Numb", por The Edge), todas as músicas compostas por U2.
| N.º            | Título                                               | Remixado por:                 | Duração |  |
| 1.             | "Lemon" (The Perfecto mix)                           | Paul Oakenfold, Steve Osborne | 8:57    |  |
| 2.             | "Salomé" (Zooromancer remix)                         | Pete Heller, Terry Farley     | 8:02    |  |
| 3.             | "Numb" (Gimme Some More Dignity mix)                 | Rollo, Rob Dougan             | 8:47    |  |
| 4.             | "Mysterious Ways" (The Perfecto mix)                 | Paul Oakenfold, Steve Osborne | 7:07    |  |
| 5.             | "Stay (Faraway, So Close!)" (Underdog mix)           | Underdog                      | 6:45    |  |
| 6.             | "Numb" (The Soul Assassins mix)                      | Soul Assassins                | 3:58    |  |
| 7.             | "Mysterious Ways" (Massive Attack remix)             | Massive Attack                | 4:50    |  |
| 8.             | "Even Better Than the Real Thing" (The Perfecto mix) | Paul Oakenfold, Steve Osborne | 6:39    |  |
| 9.             | "Lemon" (Bad Yard Club mix)                          | David Morales                 | 8:36    |  |
| Duração total: | Duração total:                                       | Duração total:                | 58:04   |  |

"Lemon (The Perfecto Mix)" apareceu em singles de "Lemon" e "Stay (Faraway, So Close!)". "Lemon (Bad Yard Club Mix)", também apareceu single de "Lemon" "Salomé (Zooromancer Remix)" apareceu pela primeira vez no single "Who's Gonna Ride Your Wild Horses". "Mysterious Ways (The Perfecto Mix)" era um b-side do single de "Mysterious Ways", enquanto que "Even Better Than the Real Thing (The Perfecto Mix)" foi lançada no single de "Even Better Than the Real Thing".
"Numb (Gimme Some More Dignity Mix)", "Stay (Underdog Mix)", "Numb (The Soul Assassins Mix)", e "Mysterious Ways (Massive Attack Remix)" foram todas as faixas inéditas, embora "Numb (The Soul Assassins Mix)" fosse incluída como b-side do single "Last Night on Earth", do álbum Pop (1997). "Salomé (Zooromancer Remix)", "Even Better Than the Real Thing (The Perfecto Mix)", e "Numb (Gimme Some More Dignity Mix)" foram posteriormente incluídas no disco 2 da coletânea The Best of 1990-2000 (2002).

### Promo
Além do álbum em CD, a Island Records também lançou oficialmente 4 músicas de vinil de 12" para disc jockeys.
| N.º | Título                               | Duração |  |
| 1.  | "Salomé" (Zooromancer remix)         | 8:02    |  |
| 2.  | "Numb" (The Soul Assassins mix)      | 3:58    |  |
| 3.  | "Numb" (Gimme Some More Dignity mix) | 8:47    |  |
| 4.  | "Lemon" (Bad Yard Club mix)          | 8:36    |  |

## Recepção
| Críticas profissionais | Críticas profissionais |
| Avaliações da crítica  | Avaliações da crítica  |
| Fonte                  | Avaliação              |
| ---------------------- | ---------------------- |
| Allmusic               | [ 6 ]                  |

Quando cópias promocionais de Melon foram distribuídas à imprensa, a Island Records pediu que ouvisse o álbum, porém que não publicasse uma resenha. No entanto, foram fornecidos alguns comentários sobre a versão. A Austin American-Statesman mencionou como algumas músicas só manteve uma característica musical, como a faixa vocal ou riff de guitarra, e declarou como os remixes eram "tão radicalmente desconstruídas que o original pode ser difícil de reconhecer". A The Washington Post declarou como o baixista Adam Clayton e o baterista Larry Mullen Jr. foram "praticamente varridos das faixas" e substituídos por bateria eletrônica e, o som de guitarra comum de The Edge e a voz de Bono foram bastante modificados. O Post também tinha um número de telefone em que os leitores poderiam chamar para ouvir o estilo do álbum.

## Pessoal
- Bono – vocal
- The Edge – guitarra, teclado, vocal
- Adam Clayton – baixo
- Larry Mullen Jr. – bateria
- Nick Angel – produção